# راندي وايت (سياسي كندي)
راندي وايت هو سياسي كندي، ولد في 3 سبتمبر 1948. حزبياً، نشط في Canadian Alliance ‏. وقد انتخب عضو مجلس العموم الكندي.